# MS Röj
MS Röj (Microsoft Röj, eng:Minesweeper) är ett numera klassiskt datorspel som ingick i alla Windows-installationer från version 3.1 till och med Windows 7. Första officiella versionen av MS Röj ingick som en del i Microsoft Entertainment Pack 1 år 1990, men blev år 1992 en del i standardinstallationen av Windows 3.1. MS Röj var från början skapad av Curt Johnson för OS/2 och var sedan portad över till Microsoft Windows av Robert Donner. Båda var anställda på Microsoft under den tiden. 

## Handling
Programmet är en variant av spelet minröj.
Spelet går ut på att så fort som möjligt flagga alla minor i ett förutbestämt område av rutor.
Under varje ruta finns ett av alternativen:
1. En mina – trycker spelaren på en sådan är spelet slut.
2. Ingenting – indikerar att rutan ej innehåller en mina och ej heller angränsas av en sådan.
3. En siffra – denna indikerar antalet minor som angränsar till rutan i fråga.

Man kan vänsterklicka på en dold ruta för att öppna den och då visas ett av ovanstående tre alternativ. Man kan högerklicka för att flagga en ruta man tror innehåller en mina.
Man kan klicka med båda musknapparna på en siffra för att tömma alla rutor som angränsar till denna, detta går enbart att göra om samma antal som siffran angränsande rutor är flaggade. Man markerar en mina med högerklick för att komma ihåg var minorna befinner sig. När man klickar första gången visas en flagga som indikerar att man är säker på att minan befinner sig där. När man klickar andra gången visas ett frågetecken som indikerar att man inte är säker men misstänker att det finns en mina under frågetecknet.
Det finns olika svårighetsgrader att spela på där planen utökas och mer minor placeras på planen. 

## Utvecklingen av MS Röj
År 2003 skapade Microsoft en version kallad Minesweeper Flags som fanns i MSN Messenger. Man kunde spela mot en motståndare med målet att hitta minorna istället för att undvika dem.
Utseendet hos MS Röj ändrades med lanseringen av Windows Vista, från att tidigare ha varit grå, till att bli antingen blå eller grön. Dessutom fanns ett läge där minorna var utbytta mot blommor. 
I Windows 8 och senare operativsystem från Microsoft ingår inte längre MS Röj i systemet som standard. I dessa operativsystem får man istället installera en uppdaterad version av MS Röj via Microsoft Store.

## Syftet med MS Röj
Avsikten med MS Röj, tillsammans med spelet Solitaire, var från början under 1990-talet att användarna skulle få dator- och musvana .